# لورا فريجانغ
لورا فريجانغ (مواليد 1 فبراير 1998) هي لاعبة كرة قدم ألمانية تلعب في مركز المهاجم في نادي آينتراخت فرانكفورت.

## روابط خارجية
- لورا فريجانغ على موقع الاتحاد الدولي (مؤرشف)  (الإنجليزية)
- لورا فريجانغ على موقع الاتحاد الأوربي (الإنجليزية)
- لورا فريجانغ على موقع قاعدة بيانات كرة القدم.إي يو (الإنجليزية)
- لورا فريجانغ على موقع Soccerway.com (الإنجليزية)
- لورا فريجانغ على موقع عالم كرة القدم.نت (الإنجليزية)
- لورا فريجانغ على موقع اللجنة الأولمبية الدولية (الإنجليزية)